# Takaoka Muneyasu
Takaoka Muneyasu (高岡宗泰, [[[1255]] - 1326] Erro: {{japonês}}: texto da transliteração contém caractere não latino (pos 19) (ajuda)) . Nascido  Minamoto no Muneyasu, Seu apelido era "Takaoka Hachiro" ou "Sasaki Hachiro". Foi um Kugyō (nobre) do período Kamakura da história do Japão. Foi também um Bushō (Comandante Militar). Foi oitavo filho de Sasaki Yasukiyo .

## Vida
- Em 1274 torna-se Ikoku-keigo ban-yaku (異国警固番役, Guardião da Bahia de Hakata) em Fukuoka,  na Província de Chikuzen, temendo um possível novo ataque mongol.
- Em 1279 torna-se Shugo de Oki.
- Em 1287, com a morte de seu pai, assume as propriedades do clã e muda-se para o território de Takaoka-mura, em Enya-no-sato,  no condado de Mikado, na Província de Izumo. É daqui que pega o nome Takaoka para o clã.
- Em 1305 perseguiu Hōjō Munekata e seus homens por ordem do Shōgun Hisaaki quando estes se revoltaram [2].
- Em 13 de agosto de 1326 falece aos 71 anos de idade. Deixando seu filho adotivo Takaoka Muneyoshi como seu herdeiro.

| Precedido por Ninguém         | -- 1º Líder do Líder do Clã Takaoka 1287 - 1326 | Sucedido por Takaoka Muneyoshi |
| Precedido por Sasaki Yasukiyo | Shugo de Oki 1279 - 1279                        | Sucedido por Takaoka Muneyoshi |
| Precedido por Sasaki Yasukiyo | Shugo de Izumo 1279 - 1284                      | Sucedido por Enya Yoriyasu     |